# Periquitamboia
Corallus caninus, conhecido popularmente como araramboia, arauemboia, cobra-papagaio, jiboia-verde, periquitamboia, araboia e jiboa-arborícola-esmeralda , é uma serpente amazônica de hábitos noturnos, considerada um dos mais exuberantes ofídios. Pertence à família dos boídeos, é não peçonhenta, com dentição áglifa. Sua medida pode ultrapassar mais de 1,50 metros de comprimento. A espécie possui ainda dorso verde com barras transversais branco-amareladas e região ventral amarela, mas podem ser encontrada na coloração verde ou também com pigmentações pretas.
Uma constritora (mata por sufocamento) que passa um grande período de tempo enrolada em troncos de árvores, ela alimenta-se basicamente de roedores, pequenas aves e répteis.
São ovovivíparas (os ovos se desenvolvem dentro da mãe). Seus filhotes apresentam uma coloração avermelhada e podem caçar e comer sapos de árvores quase que imediatamente ao nascimento.

## Etimologia
"Araramboia" e "arauemboia" originaram-se do termo tupi ara'ra mbói, "cobra arara".